# Центральний стадіон Республіки Бурятія
«Центральний стадіон Республіки Бурятія» (рос. Центральный стадион Республики Бурятия) — головна спортивна арена Бурятії.
Розташований у центрі міста Улан-Уде на набережній річки Селенги за адресою вул. Кірова, 1. Стадіон оснащений сучасним обладнанням та здатний вміщувати 10 000 глядачів, футбольне поле має штучне покриття Duraspine Ultra 60 останнього покоління.
Є найбільшим спортивним об'єктом у Республіці Бурятія. Тут проводить свої домашні матчі футбольна команда «Бурятія» (Улан-Уде). Легкоатлетичне ядро із синтетичними біговими доріжками «Еластур» дозволяє проводити змагання міжнародного рівня. Центр кульової стрільби є третім великим тиром у Сибіру та Далекому Сході.
Нині в будівлі стадіону розташовуються:
1. Центр стрілецької підготовки — три тири на дистанції 10, 25 і 50 метрів
2. Тренажерний зал «Атлет» — площа зали 250 м²
3. Футбольне поле, взимку перетворюється на ковзанку
4. Поруч зі стадіоном розташовується хокейна коробка, поле для міні-футболу, містечко для занять воркаутом та здачі норм ГПО.
5. Адміністрація Дирекції спортивних споруд м. Улан-Уде

## Будівництво
Рішення про будівництво Центрального стадіону Республіки Бурятія ухвалене 2007 року після оголошення про знесення стадіону ім. 25-річчя Бурятської АРСР та будівництва на його місці фізкультурно-спортивного комплексу (ФСК). Як відшкодування знесеного стадіону влада вирішила побудувати ще один об'єкт, цього разу «з нуля». Місцем для будівництва нового стадіону обрали набережну річки Селенги. Будівництво вели в межах федеральної цільової програми «Економічний та соціальний розвиток Далекого Сходу та Забайкалля на період до 2013 року». На зведення об'єкта з федерального бюджету було виділено 450 млн. рублів, а з республіканського - 263,13 млн. рублів. У підсумку новий стадіон обійшовся в 713,13 млн рублів.

## Відкриття

### Офіційна частина
Урочисте відкриття нового стадіону відбулося 29 червня 2011 року та приурочене до відзначення 350-річчя "входження Бурятії до складу Російської держави".

### Перший матч
Перший офіційний матч відбувся одразу після офіційної частини відкриття. У 1/8 фіналу Кубка Росії серед команд ЛФК місцева футбольна команда «Бурятія» здобула перемогу над іркутською командою «Зеніт-Радіан» з рахунком 3:1.